# Engelske mestre i fodbold
De engelske mestre i fodbold er dem der vinder den højeste liga i England, som siden 1992 har været Premier League. 

## The Football League (1888-1892)
Hold i fed spiller i den nuværende sæson Premier League 2023-24.
| År      | Vinder (Antal titler) | Andenplads        | Tredjeplads             | Træner (antal titler) | Topscorer                          | Mål |
| ------- | --------------------- | ----------------- | ----------------------- | --------------------- | ---------------------------------- | --- |
| 1888–89 | Preston North End     | Aston Villa       | Wolverhampton Wanderers | William Sudell        | John Goodall (Preston North End)   | 21  |
| 1889–90 | Preston North End (2) | Everton           | Blackburn Rovers        | William Sudell (2)    | Jimmy Ross (Preston North End)     | 24  |
| 1890–91 | Everton               | Preston North End | Notts County            | Dick Molyneux         | Jack Southworth (Blackburn Rovers) | 26  |
| 1891–92 | Sunderland            | Preston North End | Bolton Wanderers        | Tom Watson            | John Campbell (Sunderland)         | 32  |

## Football League First Division (1892-1992)
Hold i fed spiller i den nuværende sæson Premier League 2023-24.
| År      | Vinder (Antal titler)                        | Andenplads                                   | Tredjeplads                                  | Træner (antal titler)                        | Topscorer                                                                           | Mål |
| ------- | -------------------------------------------- | -------------------------------------------- | -------------------------------------------- | -------------------------------------------- | ----------------------------------------------------------------------------------- | --- |
| 1892–93 | Sunderland (2)                               | Preston North End                            | Everton                                      | Tom Watson (2)                               | John Campbell (2) (Sunderland)                                                      | 31  |
| 1893–94 | Aston Villa                                  | Sunderland                                   | Derby County                                 | George Ramsay                                | Jack Southworth (Everton)                                                           | 27  |
| 1894–95 | Sunderland (3)                               | Everton                                      | Aston Villa                                  | Tom Watson (3)                               | John Campbell (3) (Sunderland)                                                      | 22  |
| 1895–96 | Aston Villa (2)                              | Derby County                                 | Everton                                      | George Ramsay (2)                            | John Campbell (4) (Aston Villa) Steve Bloomer (Derby County)                        | 20  |
| 1896–97 | Aston Villa (3)                              | Sheffield United                             | Derby County                                 | George Ramsay (3)                            | Steve Bloomer (2) (Derby County)                                                    | 22  |
| 1897–98 | Sheffield United                             | Sunderland                                   | Wolverhampton Wanderers                      | Joseph Wostinholm                            | Fred Wheldon (Aston Villa)                                                          | 21  |
| 1898–99 | Aston Villa (4)                              | Liverpool                                    | Burnley                                      | George Ramsay (4)                            | Steve Bloomer (3) (Derby County)                                                    | 23  |
| 1899–00 | Aston Villa (5)                              | Sheffield United                             | Sunderland                                   | George Ramsay (5)                            | Billy Garraty (Aston Villa)                                                         | 27  |
| 1900–01 | Liverpool                                    | Sunderland                                   | Notts County                                 | Tom Watson (4)                               | Steve Bloomer (4) (Derby County)                                                    | 23  |
| 1901–02 | Sunderland (4)                               | Everton                                      | Newcastle United                             | Alex Mackie                                  | Jimmy Settle (Everton)                                                              | 18  |
| 1902–03 | The Wednesday                                | Aston Villa                                  | Sunderland                                   | Arthur Dickinson                             | Sam Raybould (Liverpool)                                                            | 31  |
| 1903–04 | The Wednesday (2)                            | Manchester City                              | Everton                                      | Arthur Dickinson (2)                         | Steve Bloomer (5) (Derby County)                                                    | 20  |
| 1904–05 | Newcastle United                             | Everton                                      | Manchester City                              | Frank Watt                                   | Arthur Brown (Sheffield United)                                                     | 22  |
| 1905–06 | Liverpool (2)                                | Preston North End                            | Sheffield Wednesday                          | Tom Watson (5)                               | Albert Shepherd (Bolton Wanderers)                                                  | 26  |
| 1906–07 | Newcastle United (2)                         | Bristol City                                 | Everton                                      | Frank Watt (2)                               | Alex Young (Everton)                                                                | 30  |
| 1907–08 | Manchester United                            | Aston Villa                                  | Manchester City                              | Ernest Mangnall                              | Enoch West (Nottingham Forest)                                                      | 27  |
| 1908–09 | Newcastle United (3)                         | Everton                                      | Sunderland                                   | Frank Watt (3)                               | Bert Freeman (Everton)                                                              | 38  |
| 1909–10 | Aston Villa (6)                              | Liverpool                                    | Blackburn Rovers                             | George Ramsay (6)                            | Jack Parkinson (Liverpool)                                                          | 30  |
| 1910–11 | Manchester United (2)                        | Aston Villa                                  | Sunderland                                   | Ernest Mangnall (2)                          | Albert Shepherd (2) (Newcastle United)                                              | 25  |
| 1911–12 | Blackburn Rovers                             | Everton                                      | Newcastle United                             | Robert Middleton                             | Harry Hampton (Aston Villa) George Holley (Sunderland) David McLean (The Wednesday) | 25  |
| 1912–13 | Sunderland (5)                               | Aston Villa                                  | Sheffield Wednesday                          | Bob Kyle                                     | David McLean (The Wednesday)                                                        | 30  |
| 1913–14 | Blackburn Rovers (2)                         | Aston Villa                                  | Middlesbrough                                | Robert Middleton (2)                         | George Elliot (Middlesbrough)                                                       | 32  |
| 1914–15 | Everton (2)                                  | Oldham Athletic                              | Blackburn Rovers                             | Will Cuff                                    | Bobby Parker (Everton)                                                              | 35  |
| 1916-19 | Ligaen indstillet på grund af 1. Verdenskrig | Ligaen indstillet på grund af 1. Verdenskrig | Ligaen indstillet på grund af 1. Verdenskrig | Ligaen indstillet på grund af 1. Verdenskrig |                                                                                     |     |
| 1919–20 | West Bromwich Albion                         | Burnley                                      | Chelsea                                      | Fred Everiss                                 | Fred Morris (West Bromwich Albion)                                                  | 37  |
| 1920–21 | Burnley                                      | Manchester City                              | Bolton Wanderers                             | John Haworth                                 | Joe Smith (Bolton Wanderers)                                                        | 38  |
| 1921–22 | Liverpool (3)                                | Tottenham Hotspur                            | Burnley                                      | David Ashworth                               | Andy Wilson (Middlesbrough)                                                         | 31  |
| 1922–23 | Liverpool (4)                                | Sunderland                                   | Huddersfield Town                            | Matt McQueen                                 | Charlie Buchan (Sunderland)                                                         | 30  |
| 1923–24 | Huddersfield Town                            | Cardiff City                                 | Sunderland                                   | Herbert Chapman                              | Wilf Chadwick (Everton)                                                             | 28  |
| 1924–25 | Huddersfield Town (2)                        | West Bromwich Albion                         | Bolton Wanderers                             | Herbert Chapman (2)                          | Frank Roberts (Manchester City)                                                     | 31  |
| 1925–26 | Huddersfield Town (3)                        | Arsenal                                      | Sunderland                                   | Cecil Potter                                 | Ted Harper (Blackburn Rovers)                                                       | 43  |
| 1926–27 | Newcastle United (4)                         | Huddersfield Town                            | Sunderland                                   | Frank Watt (4)                               | Jimmy Trotter (The Wednesday)                                                       | 37  |
| 1927–28 | Everton (3)                                  | Huddersfield Town                            | Leicester City                               | Thomas McIntosh                              | Dixie Dean (Everton)                                                                | 60  |
| 1928–29 | Sheffield Wednesday (3)                      | Leicester City                               | Aston Villa                                  | Robert Brown                                 | Dave Halliday (Sunderland)                                                          | 43  |
| 1929–30 | Sheffield Wednesday (4)                      | Derby County                                 | Manchester City                              | Robert Brown (2)                             | Vic Watson (West Ham United)                                                        | 41  |
| 1930–31 | Arsenal                                      | Aston Villa                                  | Sheffield Wednesday                          | Herbert Chapman (3)                          | Tom 'Pongo' Waring (Aston Villa)                                                    | 49  |
| 1931–32 | Everton (4)                                  | Arsenal                                      | Sheffield Wednesday                          | Thomas McIntosh (2)                          | Dixie Dean (2) (Everton)                                                            | 44  |
| 1932–33 | Arsenal (2)                                  | Aston Villa                                  | Sheffield Wednesday                          | Herbert Chapman (4)                          | Jack Bowers (Derby County)                                                          | 35  |
| 1933–34 | Arsenal (3)                                  | Huddersfield Town                            | Tottenham Hotspur                            | Joe Shaw                                     | Jack Bowers (2) (Derby County)                                                      | 34  |
| 1934–35 | Arsenal (4)                                  | Sunderland                                   | Sheffield Wednesday                          | George Allison                               | Ted Drake (Arsenal)                                                                 | 42  |
| 1935–36 | Sunderland (6)                               | Derby County                                 | Huddersfield Town                            | Johnny Cochrane                              | W. G. Richardson (West Bromwich Albion)                                             | 39  |
| 1936–37 | Manchester City                              | Charlton Athletic                            | Arsenal                                      | Wilf Wild                                    | Freddie Steele (Stoke City)                                                         | 33  |
| 1937–38 | Arsenal (5)                                  | Wolverhampton Wanderers                      | Preston North End                            | George Allison (2)                           | Tommy Lawton (Everton)                                                              | 28  |
| 1938–39 | Everton (5)                                  | Wolverhampton Wanderers                      | Charlton Athletic                            | Theo Kelly                                   | Tommy Lawton (2) (Everton)                                                          | 35  |
| 1939-46 | Ligaen indstillet på grund af 2. Verdenskrig | Ligaen indstillet på grund af 2. Verdenskrig | Ligaen indstillet på grund af 2. Verdenskrig | Ligaen indstillet på grund af 2. Verdenskrig |                                                                                     |     |
| 1946–47 | Liverpool (5)                                | Manchester United                            | Wolverhampton Wanderers                      | George Kay                                   | Dennis Westcott (Wolverhampton Wanderers)                                           | 37  |
| 1947–48 | Arsenal (6)                                  | Manchester United                            | Burnley                                      | Tom Whittaker                                | Ronnie Rooke (Arsenal)                                                              | 33  |
| 1948–49 | Portsmouth                                   | Manchester United                            | Derby County                                 | Bob Jackson                                  | Willie Moir (Bolton Wanderers)                                                      | 25  |
| 1949–50 | Portsmouth (2)                               | Wolverhampton Wanderers                      | Sunderland                                   | Bob Jackson (2)                              | Dickie Davis (Sunderland)                                                           | 25  |
| 1950–51 | Tottenham Hotspur                            | Manchester United                            | Blackpool                                    | Arthur Rowe                                  | Stan Mortensen (Blackpool)                                                          | 30  |
| 1951–52 | Manchester United (3)                        | Tottenham Hotspur                            | Arsenal                                      | Matt Busby                                   | George Robledo (Newcastle United)                                                   | 33  |
| 1952–53 | Arsenal (7)                                  | Preston North End                            | Wolverhampton Wanderers                      | Tom Whittaker (2)                            | Charlie Wayman (Preston North End)                                                  | 24  |
| 1953–54 | Wolverhampton Wanderers                      | West Bromwich Albion                         | Huddersfield Town                            | Stan Cullis                                  | Jimmy Glazzard (Huddersfield Town)                                                  | 29  |
| 1954–55 | Chelsea                                      | Wolverhampton Wanderers                      | Portsmouth                                   | Ted Drake                                    | Ronnie Allen (West Bromwich Albion)                                                 | 27  |
| 1955–56 | Manchester United (4)                        | Blackpool                                    | Wolverhampton Wanderers                      | Matt Busby (2)                               | Nat Lofthouse (Bolton Wanderers)                                                    | 33  |
| 1956–57 | Manchester United (5)                        | Tottenham Hotspur                            | Preston North End                            | Matt Busby (3)                               | John Charles (Leeds United)                                                         | 38  |
| 1957–58 | Wolverhampton Wanderers (2)                  | Preston North End                            | Tottenham Hotspur                            | Stan Cullis (2)                              | Bobby Smith (Tottenham Hotspur)                                                     | 36  |
| 1958–59 | Wolverhampton Wanderers (3)                  | Manchester United                            | Arsenal                                      | Stan Cullis (3)                              | Jimmy Greaves (Chelsea)                                                             | 33  |
| 1959–60 | Burnley (2)                                  | Wolverhampton Wanderers                      | Tottenham Hotspur                            | Harry Potts                                  | Dennis Viollet (Manchester United)                                                  | 32  |
| 1960–61 | Tottenham Hotspur (2)                        | Sheffield Wednesday                          | Wolverhampton Wanderers                      | Bill Nicholson                               | Jimmy Greaves (2) (Chelsea)                                                         | 41  |
| 1961–62 | Ipswich Town                                 | Burnley                                      | Tottenham Hotspur                            | Alf Ramsey                                   | Ray Crawford (Ipswich Town) Derek Kevan (West Bromwich Albion)                      | 33  |
| 1962–63 | Everton (6)                                  | Tottenham Hotspur                            | Burnley                                      | Harry Catterick                              | Jimmy Greaves (3) (Tottenham Hotspur)                                               | 37  |
| 1963–64 | Liverpool (6)                                | Manchester United                            | Everton                                      | Bill Shankly                                 | Jimmy Greaves (4) (Tottenham Hotspur)                                               | 35  |
| 1964–65 | Manchester United (6)                        | Leeds United                                 | Chelsea                                      | Matt Busby (4)                               | Andy McEvoy (Blackburn Rovers) Jimmy Greaves (5) (Tottenham Hotspur)                | 29  |
| 1965–66 | Liverpool (7)                                | Leeds United                                 | Burnley                                      | Bill Shankly (2)                             | Willie Irvine (Burnley)                                                             | 29  |
| 1966–67 | Manchester United (7)                        | Nottingham Forest                            | Tottenham Hotspur                            | Matt Busby (5)                               | Ron Davies (Southampton)                                                            | 37  |
| 1967–68 | Manchester City (2)                          | Manchester United                            | Liverpool                                    | Joe Mercer                                   | George Best (Manchester United) Ron Davies (2) (Southampton)                        | 28  |
| 1968–69 | Leeds United                                 | Liverpool                                    | Everton                                      | Don Revie                                    | Jimmy Greaves (6) (Tottenham Hotspur)                                               | 27  |
| 1969–70 | Everton (7)                                  | Leeds United                                 | Chelsea                                      | Harry Catterick (2)                          | Jeff Astle (West Bromwich Albion)                                                   | 25  |
| 1970–71 | Arsenal (8)                                  | Leeds United                                 | Tottenham Hotspur                            | Bertie Mee                                   | Tony Brown (West Bromwich Albion)                                                   | 28  |
| 1971–72 | Derby County                                 | Leeds United                                 | Liverpool                                    | Brian Clough                                 | Francis Lee (Manchester City)                                                       | 33  |
| 1972–73 | Liverpool (8)                                | Arsenal                                      | Leeds United                                 | Bill Shankly (3)                             | Bryan 'Pop' Robson (West Ham United)                                                | 28  |
| 1973–74 | Leeds United (2)                             | Liverpool                                    | Derby County                                 | Don Revie (2)                                | Mick Channon (Southampton)                                                          | 21  |
| 1974–75 | Derby County (2)                             | Liverpool                                    | Ipswich Town                                 | Dave Mackay                                  | Malcolm Macdonald (Newcastle United)                                                | 21  |
| 1975–76 | Liverpool (9)                                | Queens Park Rangers                          | Manchester United                            | Bob Paisley                                  | Ted MacDougall (Norwich City)                                                       | 23  |
| 1976–77 | Liverpool (10)                               | Manchester City                              | Ipswich Town                                 | Bob Paisley (2)                              | Malcolm Macdonald (2) (Arsenal) Andy Gray (Aston Villa)                             | 25  |
| 1977–78 | Nottingham Forest                            | Liverpool                                    | Everton                                      | Brian Clough (2)                             | Bob Latchford (Everton)                                                             | 30  |
| 1978–79 | Liverpool (11)                               | Nottingham Forest                            | West Bromwich Albion                         | Bob Paisley (3)                              | Frank Worthington (Bolton Wanderers)                                                | 24  |
| 1979–80 | Liverpool (12)                               | Manchester United                            | Ipswich Town                                 | Bob Paisley (4)                              | Phil Boyer (Southampton)                                                            | 23  |
| 1980–81 | Aston Villa (7)                              | Ipswich Town                                 | Arsenal                                      | Ron Saunders                                 | Peter Withe (Aston Villa) Steve Archibald (Tottenham Hotspur)                       | 20  |
| 1981–82 | Liverpool (13)                               | Ipswich Town                                 | Manchester United                            | Bob Paisley (5)                              | Kevin Keegan (Southampton)                                                          | 26  |
| 1982–83 | Liverpool (14)                               | Watford                                      | Manchester United                            | Bob Paisley (6)                              | Luther Blissett (Watford)                                                           | 27  |
| 1983–84 | Liverpool (15)                               | Southampton                                  | Nottingham Forest                            | Joe Fagan                                    | Ian Rush (Liverpool)                                                                | 32  |
| 1984–85 | Everton (8)                                  | Liverpool                                    | Tottenham Hotspur                            | Howard Kendall                               | Kerry Dixon (Chelsea) Gary Lineker (Leicester City)                                 | 24  |
| 1985–86 | Liverpool (16)                               | Everton                                      | West Ham United                              | Kenny Dalglish                               | Gary Lineker (2) (Everton)                                                          | 30  |
| 1986–87 | Everton (9)                                  | Liverpool                                    | Tottenham Hotspur                            | Howard Kendall (2)                           | Clive Allen (Tottenham Hotspur)                                                     | 33  |
| 1987–88 | Liverpool (17)                               | Manchester United                            | Nottingham Forest                            | Kenny Dalglish (2)                           | John Aldridge (Liverpool)                                                           | 26  |
| 1988–89 | Arsenal (9)                                  | Liverpool                                    | Nottingham Forest                            | George Graham                                | Alan Smith (Arsenal)                                                                | 23  |
| 1989–90 | Liverpool (18)                               | Aston Villa                                  | Tottenham Hotspur                            | Kenny Dalglish (3)                           | Gary Lineker (3) (Tottenham Hotspur)                                                | 24  |
| 1990–91 | Arsenal (10)                                 | Liverpool                                    | Crystal Palace                               | George Graham (2)                            | Alan Smith (2) (Arsenal)                                                            | 22  |
| 1991–92 | Leeds United (3)                             | Manchester United                            | Sheffield Wednesday                          | Howard Wilkinson                             | Ian Wright (Crystal Palace/Arsenal)                                                 | 29  |

## Premier League (1992-)
Hold i fed spiller i den nuværende sæson Premier League 2023-24.
| År      | Vinder (antal titler)  | Andenplads        | Tredjeplads       | Træner (antal titler) | Topscorer                                                                                            | Mål |
| ------- | ---------------------- | ----------------- | ----------------- | --------------------- | --- | --- |
| 1992–93 | Manchester United (8)  | Aston Villa       | Norwich City      | Alex Ferguson         | Teddy Sheringham (Nottingham Forest/Tottenham)                                                       | 22  |
| 1993–94 | Manchester United (9)  | Blackburn Rovers  | Newcastle United  | Alex Ferguson (2)     | Andy Cole (Newcastle United)                                                                         | 34  |
| 1994–95 | Blackburn Rovers (3)   | Manchester United | Nottingham Forest | Kenny Dalglish (4)    | Alan Shearer (Blackburn Rovers)                                                                      | 34  |
| 1995–96 | Manchester United (10) | Newcastle United  | Liverpool         | Alex Ferguson (3)     | Alan Shearer (2) (Blackburn Rovers)                                                                  | 31  |
| 1996–97 | Manchester United (11) | Newcastle United  | Arsenal           | Alex Ferguson (4)     | Alan Shearer (2) (Newcastle United)                                                                  | 25  |
| 1997–98 | Arsenal (11)           | Manchester United | Liverpool         | Arsène Wenger         | Chris Sutton (Blackburn Rovers) Dion Dublin (Coventry City) Michael Owen (Liverpool)                 | 18  |
| 1998–99 | Manchester United (12) | Arsenal           | Chelsea           | Alex Ferguson (5)     | Jimmy Floyd Hasselbaink (Leeds United) Michael Owen (2) (Liverpool) Dwight Yorke (Manchester United) | 18  |
| 1999–00 | Manchester United (13) | Arsenal           | Leeds United      | Alex Ferguson (6)     | Kevin Phillips (Sunderland)                                                                          | 30  |
| 2000–01 | Manchester United (14) | Arsenal           | Liverpool         | Alex Ferguson (7)     | Jimmy Floyd Hasselbaink (2) (Chelsea)                                                                | 23  |
| 2001–02 | Arsenal (12)           | Liverpool         | Manchester United | Arsène Wenger (2)     | Thierry Henry (Arsenal)                                                                              | 24  |
| 2002–03 | Manchester United (15) | Arsenal           | Newcastle United  | Alex Ferguson (8)     | Ruud van Nistelrooy (Manchester United)                                                              | 25  |
| 2003–04 | Arsenal (13)           | Chelsea           | Manchester United | Arsène Wenger (3)     | Thierry Henry (2) (Arsenal)                                                                          | 30  |
| 2004–05 | Chelsea (2)            | Arsenal           | Manchester United | José Mourinho         | Thierry Henry (3) (Arsenal)                                                                          | 25  |
| 2005–06 | Chelsea (3)            | Manchester United | Liverpool         | José Mourinho (2)     | Thierry Henry (4) (Arsenal)                                                                          | 27  |
| 2006–07 | Manchester United (16) | Chelsea           | Liverpool         | Alex Ferguson (9)     | Didier Drogba (Chelsea)                                                                              | 20  |
| 2007–08 | Manchester United (17) | Chelsea           | Arsenal           | Alex Ferguson (10)    | Cristiano Ronaldo (Manchester United)                                                                | 31  |
| 2008–09 | Manchester United (18) | Liverpool         | Chelsea           | Alex Ferguson (11)    | Nicolas Anelka (Chelsea)                                                                             | 19  |
| 2009–10 | Chelsea (4)            | Manchester United | Arsenal           | Carlo Ancelotti       | Didier Drogba (2) (Chelsea)                                                                          | 29  |
| 2010–11 | Manchester United (19) | Chelsea           | Manchester City   | Alex Ferguson (12)    | Dimitar Berbatov (Manchester United) Carlos Tevez (Manchester City)                                  | 20  |
| 2011–12 | Manchester City (3)    | Manchester United | Arsenal           | Roberto Mancini       | Robin van Persie (Arsenal)                                                                           | 30  |
| 2012–13 | Manchester United (20) | Manchester City   | Chelsea           | Alex Ferguson (13)    | Robin van Persie (2) (Manchester United)                                                             | 26  |
| 2013–14 | Manchester City (4)    | Liverpool         | Chelsea           | Manuel Pellegrini     | Luis Suárez (Liverpool)                                                                              | 31  |
| 2014–15 | Chelsea (5)            | Manchester City   | Arsenal           | José Mourinho (3)     | Sergio Agüero (Manchester City)                                                                      | 26  |
| 2015–16 | Leicester City         | Arsenal           | Tottenham Hotspur | Claudio Ranieri       | Harry Kane (Tottenham Hotspur)                                                                       | 25  |
| 2016–17 | Chelsea (6)            | Tottenham Hotspur | Manchester City   | Antonio Conte         | Harry Kane (2) (Tottenham Hotspur)                                                                   | 29  |
| 2017–18 | Manchester City (5)    | Manchester United | Tottenham Hotspur | Josep Guardiola       | Mohamed Salah (Liverpool)                                                                            | 32  |
| 2018–19 | Manchester City (6)    | Liverpool         | Chelsea           | Josep Guardiola (2)   | Pierre-Emerick Aubameyang (Arsenal) Sadio Mané (Liverpool) Mohamed Salah (2) (Liverpool)             | 22  |
| 2019–20 | Liverpool (19)         | Manchester City   | Manchester United | Jürgen Klopp          | Jamie Vardy (Leicester City)                                                                         | 23  |
| 2020–21 | Manchester City (7)    | Manchester United | Liverpool         | Josep Guardiola (3)   | Harry Kane (3) (Tottenham Hotspurs)                                                                  | 23  |
| 2021–22 | Manchester City (8)    | Liverpool         | Chelsea           | Josep Guardiola (4)   | Mohamed Salah (3) (Liverpool) Son Heung-min (Tottenham Hotspurs)                                     | 23  |
| 2022–23 | Manchester City (9)    | Arsenal           | Manchester United | Josep Guardiola (5)   | Erling Haaland (Manchester City)                                                                     | 36  |
| 2023–24 | Manchester City (10)   | Arsenal           | Liverpool         | Josep Guardiola (5)   | Erling Haaland (Manchester City)                                                                     | 27  |
| 2024–25 | Liverpool (20)         | Arsenal           | Manchester City   | Arne Slot (1)         | Mohamed Salah (Liverpool F.C)                                                                        | 29  |

## Total vindene klub titler
Der er 24 klubber som har vundet det engelske mesterskab.
Hold i fed spiller i den nuværende sæson Premier League 2023-24.
| Rank                       | Klub                 | Vinder | Andenplads | Sæson 1. plads | Sæson 2. plads |
| -------------------------- | -------------------- | ------ | ---------- | --- | --- |
| 1                          | Manchester United    | 20     | 17         | 1907–08, 1910–11, 1951–52, 1955–56, 1956–57, 1964–65, 1966–67, 1992–93, 1993–94, 1995–96, 1996–97, 1998–99, 1999–00, 2000–01, 2002–03, 2006–07, 2007–08, 2008–09, 2010–11, 2012–13 | 1946-47, 1947-48, 1948-49, 1950-51, 1958-59, 1963-64, 1967-68, 1979-80, 1987-88, 1991-92, 1994–95, 1997–98, 2005–06, 2009–10, 2011–12, 2017–18, 2020–21 |
| 2                          | Liverpool            | 20     | 15         | 1900-01, 1905-06, 1921-22, 1922-23, 1946–47, 1963–64, 1965–66, 1972–73, 1975–76, 1976–77, 1978–79, 1979–80, 1981–82, 1982–83, 1983–84, 1985–86, 1987–88, 1989–90, 2019–20, 2024-25 | 1898–99, 1909–10, 1968–69, 1973–74, 1974–75, 1977–78, 1984–85, 1986–87, 1988–89, 1990–91, 2001–02, 2008–09, 2013–14, 2018–19, 2021–22                   |
| 3                          | Arsenal              | 13     | 10         | 1930–31, 1932–33, 1933–34, 1934–35, 1937–38, 1947–48, 1952–53, 1970–71, 1988–89, 1990–91, 1997–98, 2001–02, 2003–04                                                                | 1925–26, 1931–32, 1972–73, 1998–99, 1999–00, 2000–01, 2002–03, 2004–05, 2015–16, 2022–23                                                                |
| 4                          | Everton              | 9      | 7          | 1890–91, 1914-15, 1927-28, 1931-32, 1938-39, 1962–63, 1969–70, 1984–85, 1986–87 | 1889–90, 1894–95, 1901–02, 1904–05, 1908–09, 1911–12, 1985–86                                                                                           |
| 4                          | Manchester City      | 9      | 6          | 1936–37, 1967–68, 2011–12, 2013–14, 2017–18, 2018–19, 2020-21, 2021-22, 2022-23 | 1903–04, 1920–21, 1976–77, 2012–13, 2014–15, 2019–20 |
| 5                          | Aston Villa          | 7      | 10         | 1893–94, 1895–96, 1896–97, 1898–99, 1899–00, 1909–10, 1980–81 | 1888–89, 1902–03, 1907–08, 1910–11, 1912–13, 1913–14, 1930–31, 1932–33, 1989–90, 1992–93                                                                |
| 6                          | Sunderland           | 6      | 5          | 1891-92, 1892-93, 1894-95, 1901-02, 1912-13, 1935-36 | 1893–94, 1897–98, 1900–01, 1922–23, 1934–35 |
| 6                          | Chelsea              | 6      | 4          | 1954–55, 2004–05, 2005–06, 2009–10, 2014–15, 2016–17 | 2003–04, 2006–07, 2007–08, 2010–11 |
| 7                          | Newcastle United     | 4      | 2          | 1904-05, 1906-07, 1908-09, 1926-27 | 1995–96, 1996–97 |
| 7                          | Sheffield Wednesday  | 4      | 1          | 1902-03, 1903-04, 1928-29, 1929-30 | 1960–61 |
| 8                          | Wolverhampton        | 3      | 5          | 1953–54, 1957–58, 1958–59 | 1937–38, 1938–39, 1949–50, 1954–55, 1959–60 |
| 8                          | Leeds United         | 3      | 5          | 1968-69, 1973-74, 1991–92 | 1964–65, 1965–66, 1969–70, 1970–71, 1971–72 |
| 8                          | Huddersfield Town    | 3      | 3          | 1923–24, 1924–25, 1925–26 | 1926–27, 1927–28, 1933–34 |
| 8                          | Blackburn Rovers     | 3      | 1          | 1911-12, 1913-14, 1994–95 | 1993–94 |
| 9                          | Preston North End    | 2      | 6          | 1888–89, 1889-90 | 1890–91, 1891–92, 1892–93, 1905–06, 1952–53, 1957–58 |
| 9                          | Tottenham Hotspur    | 2      | 5          | 1950–51, 1960–61 | 1921–22, 1951–52, 1956–57, 1962–63, 2016–17 |
| 9                          | Derby County         | 2      | 3          | 1971–72, 1974–75 | 1895–96, 1929–30, 1935–36 |
| 9                          | Burnley              | 2      | 2          | 1920–21, 1959–60 | 1919–20, 1961–62 |
| 9                          | Portsmouth           | 2      | 0          | 1948–49, 1949–50 | |
| 10                         | Sheffield United     | 1      | 2          | 1897-98 | 1896–97, 1899–00 |
| 10                         | West Bromwich        | 1      | 2          | 1919-20 | 1924–25, 1953–54 |
| 10                         | Ipswich Town         | 1      | 2          | 1961–62 | 1980–81, 1981–82 |
| 10                         | Nottingham Forest    | 1      | 2          | 1977–78 | 1966–67, 1978–79 |
| 10                         | Leicester City       | 1      | 1          | 2015–16 | 1928–29 |
| Aldrig vunden mesterskabet | Bristol City         | 0      | 1          | | 1906–07 |
| Aldrig vunden mesterskabet | Oldham Athletic      | 0      | 1          | 1914–15 | |
| Aldrig vunden mesterskabet | Cardiff City         | 0      | 1          | 1923–24 | |
| Aldrig vunden mesterskabet | Charlton Athletic    | 0      | 1          | 1936–37 | |
| Aldrig vunden mesterskabet | Blackpool            | 0      | 1          | 1955–56 | |
| Aldrig vunden mesterskabet | Queen's Park Rangers | 0      | 1          | 1975–76 | |
| Aldrig vunden mesterskabet | Watford              | 0      | 1          | 1982–83 | |
| Aldrig vunden mesterskabet | Southampton          | 0      | 1          | 1983–84 | |